# Jordbävningen i Nicaragua 1931
Jordbävningen i Nicaragua 1931 ödelade Managua, Nicaragua den 31 mars 1931. Den hade en magnitud på 6.0, och dödade 2000 personer. 

### Fotnoter
1. ↑  Earthquake Hazards Program Arkiverad 2 juni 2008 hämtat från the Wayback Machine. USGS